# 何岩 (明朝)
何岩（1479年—？），字邦鎮，河南開封府扶溝縣人，民籍，明朝政治人物。

## 生平
正德二年（1507年）丁卯科河南鄉試第十一名舉人。正德十二年（1517年）中式丁丑科會試第四十五名，登第二甲第九十二名進士。刑部观政，授户部主事，升员外、郎中，出为江西瑞州府知府，调贵州都匀府，復调南雄府，改南康府，丁忧归。起复，補官陕西庆阳府知府。

## 家族
曾祖何義；祖父何泰；父何洪，母韓氏。重庆下。弟凯、嶽、崑、嶷。